# Liste der Sieger der Para-Asienspiele im Rollstuhltennis
Rollstuhltennis ist seit der ersten Austragung der Para-Asienspiele im Jahr 2010 Bestandteil des Wettkampfprogramms.
Bei den Männern und Frauen wurden 2010 jeweils im Einzel- und im Doppelwettbewerb in insgesamt vier Wettbewerben Medaillen vergeben. 2014 kam ein Einzel- und ein Doppelwettbewerb für Quadriplegiker hinzu.

## Männer

### Einzel
| Jahr | Ort       | Gold           | Silber         | Bronze       |
| ---- | --------- | -------------- | -------------- | ------------ |
| 2010 | Guangzhou | Shingo Kunieda | Satoshi Saida  | Oh Sang-ho   |
| 2014 | Incheon   | Shingo Kunieda | Takashi Sanada | Oh Sang-ho   |
| 2018 | Jakarta   | Shingo Kunieda | Takashi Sanada | Kohei Suzuki |

### Doppel
| Jahr | Ort       | Gold                          | Silber                | Bronze                               |
| ---- | --------- | ----------------------------- | --------------------- | ------------------------------------ |
| 2010 | Guangzhou | Shingo Kunieda Satoshi Saida  | Lee Ha-gel Oh Sang-ho | Suthi Khlongrua Sumrerng Kruamai     |
| 2014 | Incheon   | Shingo Kunieda Takashi Sanada | Lee Ha-gel Oh Sang-ho | Suwitchai Merngprom Wittaya Peem-Mee |
| 2018 | Jakarta   | Shingo Kunieda Takashi Sanada | Lee Ha-gel Im Ho-won  | Lasantha Ranaweera Suresh Dharmasena |

## Frauen

### Einzel
| Jahr | Ort       | Gold               | Silber        | Bronze        |
| ---- | --------- | ------------------ | ------------- | ------------- |
| 2010 | Guangzhou | Sakhorn Khanthasit | Dong Fuli     | Huang Junlian |
| 2014 | Incheon   | Sakhorn Khanthasit | Huang Junlian | Yui Kamiji    |
| 2018 | Jakarta   | Yui Kamiji         | Zhu Zhenzhen  | Momoko Ohtani |

### Doppel
| Jahr | Ort       | Gold                                        | Silber                   | Bronze                              |
| ---- | --------- | ------------------------------------------- | ------------------------ | ----------------------------------- |
| 2010 | Guangzhou | Sakhorn Khanthasit Chanungarn Techamaneewat | Kanako Domori Yuko Okabe | Lu Chia-yi Wu Yi-shan               |
| 2014 | Incheon   | Sakhorn Khanthasit Wanitha Inthanin         | Kanako Domori Yui Kamiji | Hwang Myung-hee Park Ju-yeon        |
| 2018 | Jakarta   | Huang Huimin Zhu Zhenzhen                   | Manami Tanaka Yui Kamiji | Wanitha Inthanin Sakhorn Khanthasit |

## Quadriplegiker

### Einzel
| Jahr | Ort     | Gold               | Silber       | Bronze             |
| ---- | ------- | ------------------ | ------------ | ------------------ |
| 2014 | Incheon | Mitsuteru Moroishi | Shōta Kawano | Kim Kyu-seung      |
| 2018 | Jakarta | Kim Kyu-seung      | Kōji Sugeno  | Mitsuteru Moroishi |

### Doppel
| Jahr | Ort     | Gold                           | Silber                          | Bronze                        |
| ---- | ------- | ------------------------------ | ------------------------------- | ----------------------------- |
| 2014 | Incheon | Kim Kyu-seung Wang Ho-sang     | Shōta Kawano Mitsuteru Moroishi | Huang Chu-yin Huang Tzu-hsuan |
| 2018 | Jakarta | Kōji Sugeno Mitsuteru Moroishi | Kim Kyu-seung Kim Myung-je      | Huang Chu-yin Huang Tzu-hsuan |

## Medaillenspiegel
| Platz | Land                | Gold | Silber | Bronze | Gesamt |
| ----- | ------------------- | ---- | ------ | ------ | ------ |
| 1     | Japan               | 9    | 9      | 4      | 22     |
| 2     | Thailand            | 4    | −      | 3      | 7      |
| 3     | Südkorea            | 2    | 4      | 4      | 10     |
| 4     | Volksrepublik China | 1    | 3      | 1      | 5      |
| 5     | Chinesisch Taipeh   | −    | −      | 3      | 3      |
| 6     | Sri Lanka           | −    | −      | 1      | 1      |